# Echinoderes elongatus
Echinoderes elongatus är en djurart som tillhör fylumet pansarmaskar, och som först beskrevs av Nyholm 1947.  Echinoderes elongatus ingår i släktet Echinoderes och familjen Echinoderidae.
Artens utbredningsområde är Östersjön. Arten är reproducerande i Sverige. Inga underarter finns listade i Catalogue of Life.